# Minerva (alga)
Minerva, es una género monotípico de la familia Bangiaceae, de acuerdo con el sistema de clasificación Hwan Su Yoon et al. (2006) . Son algas rojas multicelulares . Su única especie es Minerva aenigmata W.A. Nelson, 2005.